# Justicia monopleurantha
Justicia monopleurantha är en akantusväxtart som först beskrevs av Gustav Lindau, och fick sitt nu gällande namn av D.C. Wasshausen. Justicia monopleurantha ingår i släktet Justicia och familjen akantusväxter. Inga underarter finns listade i Catalogue of Life.